# 장미제비갈매기
장미제비갈매기(영어: roseate tern)는 갈매기과 제비갈매기속의 조류의 일종이다. 번식기에 가슴에 분홍색 깃털이 나서 이런 이름이 붙었다.